# Code 64
Code 64 – szwedzka (od 2008 szwedzko-norweska) grupa muzyczna grająca styl określany nazwą futurepop. Teksty utworów zespołu często nawiązują do tematyki science-fiction i space opera.

## Życiorys
Grupa powstała w 2000 roku z inicjatywy Hasse Mattssona, Christiana Espelanda i Henrika Piehla.
Po wydaniu przez nich drugiego albumu w 2006 roku Henrik Piehl opuścił grupę, którego w 2008 roku zastąpił Bjørn Marius Borg.
W lipcu 2013 grupa na swojej stronie na Facebooku poinformowała o zakończeniu działalności oraz planach wydania zapowiadanego już przed rozwiązaniem zespołu albumu już jako inna grupa (bez Christiana Espelanda).

## Dyskografia[2]

### Albumy
- Storm (AngelProductions, 2003)
- Departure (Memento Materia, 2006)
- Trialogue (Progress Productions, 2013)

### EP i Single
- Leaving Earth (Memento Materia, 2005)
- Masquerade (Progress Productions, 2010)
- Stasis (Progress Productions, 2010)
- Deviant (Progress Productions, 2011)
- Accelerate (Progress Productions, 2013)